# Prix Hugo du meilleur roman court
Le prix Hugo du meilleur roman court (Hugo Award for Best Novella) est un prix littéraire américain décerné chaque année depuis 1968 par les membres de la World Science Fiction Society. Il récompense les œuvres de science-fiction et de fantasy comptant entre 17 500 et 40 000 mots publiées pendant l'année calendaire précédente.
Le prix Retro Hugo du meilleur roman court est attribué 50, 75 ou 100 ans après une année où la Convention mondiale de science-fiction (Worldcon) n'a pas décerné de prix.

## Palmarès
Note : l'année indiquée est celle de la cérémonie, récompensant les romans sortis au cours de l'année précédente. Les gagnants sont cités en premier, suivis par les autres œuvres nommées classées par ordre d'arrivée dans les votes, de la deuxième à la cinquième voire sixième place, si connu.
Sauf indication contraire ou complémentaire, les informations mentionnées dans cette section proviennent des sites web du prix Hugo, de la Science Fiction Awards Database et de la New England Science Fiction Association.

### Années 1930

#### 1939
Le prix a été décerné en 2014 dans le cadre des prix Retro Hugo.

La Chose (Who Goes There?) par John W. Campbell (sous le nom de Don A. Stuart)
- The Time Trap par Henry Kuttner
- Sleepers of Mars (en) par John Wyndham (sous le nom de John Beynon)
- A Matter of Form par H. L. Gold
- Hymne (Anthem) par Ayn Rand

### Années 1940
| Sommaire : | - Haut - 1941 - 1943 - 1944 - 1945 - 1946 |

#### 1941
Le prix a été décerné en 2016 dans le cadre des prix Retro Hugo.

Si ça arrivait (If This Goes On…) par Robert A. Heinlein
- Magic, Inc. (en) par Robert A. Heinlein
- La Réserve (Coventry) par Robert A. Heinlein
- The Mathematics of Magic (en) par Lyon Sprague de Camp et Fletcher Pratt (en)
- The Roaring Trumpet (en) par Lyon Sprague de Camp et Fletcher Pratt (en)

#### 1943
Le prix a été décerné en 2018 dans le cadre des prix Retro Hugo.

Waldo (Waldo) par Robert A. Heinlein (sous le nom d'Anson MacDonald)
- L'Étrange Profession de Mr. Jonathan Hoag (The Unpleasant Profession of Jonathan Hoag) par Robert A. Heinlein (sous le nom de John Riverside)
- Nerves par Lester del Rey
- The Compleat Werewolf par Anthony Boucher
- Les Dreeghs (Asylum) par A. E. van Vogt
- À chacun son enfer (Hell is Forever) par Alfred Bester

#### 1944
Le prix a été décerné en 2019 dans le cadre des prix Retro Hugo.

Le Petit Prince (The Little Prince) par Antoine de Saint-Exupéry
- The Magic Bed-Knob; or, How to Become a Witch in Ten Easy Lessons par Mary Norton
- La Quête onirique de Kadath l'inconnue (The Dream-Quest of Unknown Kadath) par H. P. Lovecraft
- Attitude par Hal Clement
- We Print the Truth (en) par Anthony Boucher
- Combat de nuit (Clash by Night) par Catherine Lucille Moore et Henry Kuttner (sous le nom de Lawrence O’Donnell)

#### 1945
Le prix a été décerné en 2020 dans le cadre des prix Retro Hugo.

Killdozer (Killdozer!) par Theodore Sturgeon
- The Jewel of Bas par Leigh Brackett
- The Changeling par A. E. van Vogt
- Trog par Murray Leinster
- A God Named Kroo par Henry Kuttner
- Intruders from the Stars par Ross Rocklynne (en)

#### 1946
Le prix a été décerné en 1996 dans le cadre des prix Retro Hugo.

La Ferme des animaux (Animal Farm) par George Orwell
- Le Général (Dead Hand) par Isaac Asimov
- Giant Killer (en) par A. Bertram Chandler
- I Remember Lemuria par Richard S. Shaver (en)

### Années 1950
| Sommaire : | - Haut - 1951 - 1954 |

#### 1951
Le prix a été décerné en 2001 dans le cadre des prix Retro Hugo.

L'Homme qui vendit la Lune (The Man Who Sold the Moon) par Robert A. Heinlein
- Cristal qui songe (The Dreaming Jewels) par Theodore Sturgeon
- ...And Now You Don't par Isaac Asimov
- Le Dernier Ennemi (Last Enemy) par H. Beam Piper
- To the Stars (en) par L. Ron Hubbard

#### 1954
Le prix a été décerné en 2004 dans le cadre des prix Retro Hugo.

Un cas de conscience (A Case of Conscience) par James Blish
- Trois cœurs, trois lions (Three Hearts and Three Lions) par Poul Anderson
- ...And My Fear is Great... par Theodore Sturgeon
- Un-Man (en) par Poul Anderson
- La Rose (The Rose) par Charles L. Harness

### Années 1960
| Sommaire : | - Haut - 1968 - 1969 |

#### 1968
La Quête du Weyr (Weyr Search) par Anne McCaffrey et Le Cavalier du fiel ou le Grand Gavage (en) (Riders of the Purple Wage) par Philip José Farmer (ex æquo)
- Les Culbuteurs de l'enfer (Damnation Alley) par Roger Zelazny
- La Fosse aux étoiles (The Star Pit) par Samuel R. Delany
- Les Déportés du Cambrien (Hawksbill Station) par Robert Silverberg

#### 1969
Les Ailes de la nuit (Nightwings) par Robert Silverberg
- Le Vol du dragon (Dragonrider) par Anne McCaffrey
- Les Anges aux figures sales (Lines of Power) par Samuel R. Delany
- Hawk Among the Sparrows par Dean McLaughlin

### Années 1970
| Sommaire : | - Haut - 1970 - 1971 - 1972 - 1973 - 1974 - 1975 - 1976 - 1977 - 1978 - 1979 |

#### 1970
Le Navire des ombres (Ship of Shadows) par Fritz Leiber
- Un gars et son chien (en) (A Boy and His Dog) par Harlan Ellison
- Nous mourons nus (We All Die Naked) par James Blish
- Mission théâtrale (Dramatic Mission) par Anne McCaffrey
- Jorslem (To Jorslem) par Robert Silverberg

#### 1971
Mauvaise rencontre à Lankhmar (en) (Ill Met in Lankhmar) par Fritz Leiber
- La Chose dans la pierre (The Thing in the Stone) par Clifford D. Simak
- La Région intermédiaire (The Region Between) par Harlan Ellison
- Monade urbaine 116 (The World Outside) par Robert Silverberg
- Le Monstre et l'Enfant (Beastchild) par Dean Koontz

#### 1972
La Reine de l'air et des ténèbres (en) (The Queen of Air and Darkness) par Poul Anderson
- Face à face avec Méduse (en) (A Meeting with Medusa) par Arthur C. Clarke
- The Fourth Profession par Larry Niven
- Dread Empire par John Brunner
- Un bien beau matin pour mourir (A Special Kind of Morning) par Gardner R. Dozois

#### 1973
Le nom du monde est forêt (The Word for World is Forest) par Ursula K. Le Guin
- The Gold at the Starbow's End (en) par Frederik Pohl
- La Cinquième Tête de Cerbère (en) (The Fifth Head of Cerberus) par Gene Wolfe
- Hero par Joe Haldeman
- The Mercenary (en) par Jerry Pournelle

#### 1974
Une fille branchée (The Girl Who Was Plugged In) par James Tiptree, Jr.
- La Mort du Docteur Île (The Death of Doctor Island) par Gene Wolfe
- Mort et succession des Asadis (Death and Designation Among the Asadi) par Michael Bishop
- Les Loutres blanches de l'enfance (The White Otters of Childhood) par Michael Bishop
- Le Fini des mers (Chains of the Sea) par Gardner R. Dozois

#### 1975
Chanson pour Lya (A Song for Lya) par George R. R. Martin
- L'Étrangère (en) (Strangers) par Gardner R. Dozois
- Né avec les morts (Born with the Dead) par Robert Silverberg
- Les Avaleurs de vide (Riding the Torch) par Norman Spinrad
- Alice et la cité (Assault on a City) par Jack Vance

#### 1976
Le Retour du bourreau (Home Is the Hangman) par Roger Zelazny
- Les Tempêtes de Port-du-Vent (The Storms of Windhaven) par George R. R. Martin et Lisa Tuttle
- Les Bras (en) (ARM) par Larry Niven
- The Silent Eyes of Time par Algis Budrys
- Les Gardiens (The Custodians) par Richard Cowper

#### 1977
By Any Other Name (en) par Spider Robinson et Houston, Houston, me recevez-vous ? (Houston, Houston, Do You Read?) par James Tiptree, Jr. (ex æquo)
- Le Samouraï et les saules (The Samurai and the Willows) par Michael Bishop
- Le Chant aux portes de l'aurore (Piper at the Gates of Dawn) par Richard Cowper

#### 1978
La Danse des étoiles (en) (Stardance) par Spider Robinson et Jeanne Robinson
- Dans le palais de rois martiens (In the Hall of the Martian Kings) par John Varley
- Aztèques (Aztecs) par Vonda McIntyre
- A Snark in the Night par Gregory Benford
- The Wonderful Secret par Keith Laumer

#### 1979
Les Yeux de la nuit (en) (The Persistence of Vision) par John Varley
- Le Vaisseau-flamme (Fireship) par Joan D. Vinge
- Le Regard (The Watched) par Christopher Priest
- Enemies of the System par Brian Aldiss
- Sept nuits américaines (Seven American Nights) par Gene Wolfe

### Années 1980
| Sommaire : | - Haut - 1980 - 1981 - 1982 - 1983 - 1984 - 1985 - 1986 - 1987 - 1988 - 1989 |

#### 1980
Enemy Mine (en) par Barry B. Longyear
- Songhouse par Orson Scott Card
- The Moon Goddess and the Son (en) par Donald Kingsbury
- Ker-Plop (en) par Ted Reynold (en)
- The Battle of the Abaco Reefs par Hilbert Schenck (en)

#### 1981
Lost Dorsai (en) par Gordon R. Dickson
- Une-Aile (One-Wing) par George R. R. Martin et Lisa Tuttle
- Le Volcryn (Nightflyers) par George R. R. Martin
- Le Brave Petit Grille-pain (en) (The Brave Little Toaster) par Thomas M. Disch
- Toute ma vie n'est qu'un mensonge (All the Lies That Are My Life) par Harlan Ellison

#### 1982
Le Jeu de Saturne (en) (The Saturn Game) par Poul Anderson
- In The Western Tradition par Phyllis Eisenstein
- Champagne bleu (Blue Champagne) par John Varley
- Avec un bateau, une aiguille et un peu d'espoir (With Thimbles, With Forks and Hope) par Kate Wilhelm
- True Names (en) par Vernor Vinge
- Emergence (en) par David R. Palmer (en)

#### 1983
Âmes (Souls) par Joanna Russ
- The Postman par David Brin
- Variantes douteuses (Unsound Variations) par George R. R. Martin
- Brainchild par Joseph H.Delaney (en)
- To Leave a Mark par Kim Stanley Robinson
- Another Orphan par John Kessel

#### 1984
Cascade Point par Timothy Zahn
- Hardfought par Greg Bear
- In the Face of My Enemy par Joseph H. Delaney (en)
- Seeking par David R. Palmer (en)
- Hurricane Claude par Hilbert Schenck (en)

#### 1985
Frappez : Entrée ■ (PRESS ENTER ■) par John Varley
- Cyclops par David Brin
- Valentina (Valentina) par Joseph H. Delaney (en) et Marc Stiegler (en)
- Summer Solstice par Charles L. Harness
- Elemental (en) par Geoffrey Landis

#### 1986
Vingt-quatre vues du Mont Fuji, par Hokusai (24 Views of Mt. Fuji, by Hokusai) par Roger Zelazny
- Voile vers Byzance (Sailing to Byzantium) par Robert Silverberg
- La Seule Chose à faire (The Only Neat Thing To Do) par James Tiptree, Jr.
- Mars la verte (Green Mars) par Kim Stanley Robinson
- The Scapegoat (en) par C. J. Cherryh

#### 1987
Gilgamesh in the Outback (en) par Robert Silverberg
- Escape from Katmandu par Kim Stanley Robinson
- R&R par Lucius Shepard
- Pogrom spatial (Spice Pogrom) par Connie Willis
- Eifelheim (Eifelheim) par Michael F. Flynn

#### 1988
Œil pour œil (en) (Eye for Eye) par Orson Scott Card
- La Compagne secrète (The Secret Sharer) par Robert Silverberg
- Le Géomètre aveugle (en) (The Blind Geometer) par Kim Stanley Robinson
- Mother Goddess of the World par Kim Stanley Robinson
- The Forest of Time (en) par Michael F. Flynn

#### 1989
Le Dernier des Winnebago (The Last of the Winnebagos) par Connie Willis
- La Fille du chasseur d'écailles (The Scalehunter's Beautiful Daughter) par Lucius Shepard
- Chroniques de l'âge du fléau (Journals of the Plague Years) par Norman Spinrad
- L'Institut Calvin Coolidge pour comiques morts (en) (The Calvin Coolidge Home for Dead Comedians) par Bradley Denton
- Émergence (Surfacing) par Walter Jon Williams

### Années 1990
| Sommaire : | - Haut - 1990 - 1991 - 1992 - 1993 - 1994 - 1995 - 1996 - 1997 - 1998 - 1999 |

#### 1990
Les Montagnes du deuil (The Mountains of Mourning) par Lois McMaster Bujold
- The Fathers of Stones par Lucius Shepard
- Un peu de Lavande (A Touch of Lavender) par Megan Lindholm
- Temps mort (Time-out) par Connie Willis
- Tiny Tango par Judith Moffett

#### 1991
Le Vieil Homme et son double (The Hemingway Hoax) par Joe Haldeman
- Épatant ! (Bully!) par Mike Resnick
- A Short, Sharp Shock (en) par Kim Stanley Robinson
- Bones par Pat Murphy
- Fool to Believe par Pat Cadigan

#### 1992
L'une rêve et l'autre pas (Beggars in Spain) par Nancy Kress
- La Galerie de ses rêves (The Gallery of His Dreams) par Kristine Kathryn Rusch
- Rick (Jack) par Connie Willis
- Griffin's Egg par Michael Swanwick
- And Wild For To Hold par Nancy Kress

#### 1993
Bernacle Bill le spatial (Barnacle Bill the Spacer) par Lucius Shepard
- Stopping at Slowyear par Frederik Pohl
- Protection (Protection) par Maureen F. McHugh
- Ménage en grand (Uh-Oh City) par Jonathan Carroll
- The Territory par Bradley Denton

#### 1994
Down in the Bottomlands (en) par Harry Turtledove
- Le Prométhée invalide (Wall, Stone, Craft) par Walter Jon Williams
- Into the Miranda Rift par G. David Nordley (en)
- La Nuit où ils ont enterré Road Dog (The Night We Buried Road Dog) par Jack Cady
- An American Childhood par Pat Murphy
- Un méphisto en onyx (Mefisto in Onyx) par Harlan Ellison

#### 1995
Sept vues de la gorge d'Olduvaï (en) (Seven Views of Olduvai Gorge) par Mike Resnick
- Les Fleurs du mal (Les Fleurs Du Mal) par Brian Stableford
- Jour de pardon (Forgiveness Day) par Ursula K. Le Guin
- Cri de Cœur par Michael Bishop
- Melodies of the Heart par Michael F. Flynn

#### 1996
La Mort du capitaine Futur (The Death of Captain Future) par Allen Steele
- Libération d'une femme (A Woman's Liberation) par Ursula K. Le Guin
- Bibi (Bibi) par Mike Resnick et Susan Shwartz (en)
- Un homme du peuple (A Man of the People) par Ursula K. Le Guin
- Fault Lines par Nancy Kress

#### 1997
Blood of The Dragon par George R. R. Martin
- Time Travelers Never Die (en) par Jack McDevitt
- Immersion par Gregory Benford
- Abandonné sur place (Abandon in Place) par Jerry Oltion (en)
- Gas Fish par Mary Rosenblum
- The Cost to Be Wise par Maureen F. McHugh

#### 1998
…Where Angels Fear To Tread par Allen Steele
- La Marche funèbre des marionnettes (The Funeral March of the Marionettes) par Adam-Troy Castro
- Ecopoeisis par Geoffrey Landis
- Loose Ends par Paul Levinson (en)
- Le Grand Vaisseau (Marrow) par Robert Reed

#### 1999
Océanique (Oceanic) par Greg Egan
- Aurora in Four Voices par Catherine Asaro
- L'Histoire de ta vie (Story of Your Life) par Ted Chiang
- Lune de miel à New-York (Get Me to the Church On Time) par Terry Bisson
- The Summer Isles par Ian R. MacLeod

### Années 2000
| Sommaire : | - Haut - 2000 - 2001 - 2002 - 2003 - 2004 - 2005 - 2006 - 2007 - 2008 - 2009 |

#### 2000
Les Vents de Marble Arch (The Winds of Marble Arch) par Connie Willis
- Forty, Counting Down par Harry Turtledove
- The Astronaut From Wyoming par Adam-Troy Castro et Jerry Oltion (en)
- Le Chasseur de Snark (Hunting the Snark) par Mike Resnick
- Son Observe the Time par Kage Baker

#### 2001
The Ultimate Earth par Jack Williamson
- A Roll of the Dice par Catherine Asaro
- The Retrieval Artist par Kristine Kathryn Rusch
- Oracle (Oracle) par Greg Egan
- Soixante-douze lettres (Seventy-Two Letters) par Ted Chiang
- Radieuse étoile verte (Radiant Green Star) par Lucius Shepard

#### 2002
Fast Times at Fairmont High (en) par Vernor Vinge
- Stealing Alabama par Allen Steele
- May Be Some Time (en) par Brenda Clough (en)
- The Chief Designer par Andy Duncan
- The Diamond Pit (en) par Jack Dann

#### 2003
Coraline (Coraline) par Neil Gaiman
- Bronte’s Egg par Richard Chwedyk (en)
- Poumon vert (Breathmoss) par Ian R. MacLeod
- Un an dans la Ville-Rue (A Year in the Linear City) par Paul Di Filippo
- The Political Officer par Charles Coleman Finlay (en)
- In Spirit par Pat Forde

#### 2004
Cookie Monster (The Cookie Monster) par Vernor Vinge
- The Empress of Mars (en) par Kage Baker
- Just Like the Ones We Used to Know par Connie Willis
- La Peste du léopard vert (The Green Leopard Plague) par Walter Jon Williams
- Walk in Silence par Catherine Asaro

#### 2005
La Jungle de béton (The Concrete Jungle) par Charles Stross
- Sergeant Chip (en) par Bradley Denton
- Elector (Elector) par Charles Stross
- Le Poison du mariage (Winterfair Gifts) par Lois McMaster Bujold
- Time Ablaze par Michael A. Burstein

#### 2006
Infiltration (en) (Inside Job) par Connie Willis
- Fournaise (Burn) par James Patrick Kelly
- Magie pour débutants (en) (Magic for Beginners) par Kelly Link
- La Petite Déesse (The Little Goddess) par Ian McDonald
- Identity Theft par Robert J. Sawyer

#### 2007
A Billion Eves par Robert Reed
- Lord Weary's Empire par Michael Swanwick
- Julian : un conte de Noël (en) (Julian: A Christmas Story) par Robert Charles Wilson
- The Walls of the Universe par Paul Melko
- Inclination (en) par William Shunn

#### 2008
Tous assis par terre (en) (All Seated on the Ground) par Connie Willis
- Recovering Apollo 8 par Kristine Kathryn Rusch
- La Fontaine des âges (The Fountain of Age) par Nancy Kress
- Memorare (en) par Gene Wolfe
- Des étoiles entrevues dans la pierre (Stars Seen Through Stone) par Lucius Shepard

#### 2009
Le Nexus du docteur Erdmann (The Erdmann Nexus) par Nancy Kress
- Truth par Robert Reed
- The Tear par Ian McDonald
- True Names par Benjamin Rosenbaum (en) et Cory Doctorow
- The Political Prisoner par Charles Coleman Finlay (en)

### Années 2010
| Sommaire : | - Haut - 2010 - 2011 - 2012 - 2013 - 2014 - 2015 - 2016 - 2017 - 2018 - 2019 |

#### 2010
Palimpseste (Palimpsest) par Charles Stross
- Deus in machina (en) (The God Engines) par John Scalzi
- The Women of Nell Gwynne's par Kage Baker
- Act One par Nancy Kress
- Vishnu au cirque de chats (Vishnu at the Cat Circus) par Ian McDonald
- Shambling Towards Hiroshima par James Morrow

#### 2011
Le Cycle de vie des objets logiciels (The Lifecycle of Software Objects) par Ted Chiang
- Troika par Alastair Reynolds
- The Lady Who Plucked Red Flowers beneath the Queen’s Window (en) par Rachel Swirsky (en)
- Le Sultan des nuages (The Sultan of the Clouds) par Geoffrey Landis
- The Maiden Flight of McCauley's Bellerophon (en) par Elizabeth Hand

#### 2012
Un pont sur la brume (The Man Who Bridged the Mist) par Kij Johnson
- Kiss Me Twice par Mary Robinette Kowal
- Silently and Very Fast par Catherynne M. Valente
- L'Homme qui mit fin à l'histoire (The Man Who Ended History: A Documentary) par Ken Liu
- Countdown par Mira Grant
- The Ice Owl par Carolyn Ives Gilman

#### 2013
L'Âme de l'empereur (The Emperor’s Soul) par Brandon Sanderson
- Après la chute (After the Fall, Before the Fall, During the Fall) par Nancy Kress
- The Stars Do Not Lie par Jay Lake
- On a Red Station, Drifting par Aliette de Bodard
- San Diego 2014: The Last Stand of the California Browncoats par Mira Grant

#### 2014
Équoïde (Equoid) par Charles Stross
- Six-Gun Snow White (en) par Catherynne M. Valente
- Wakulla Springs par Andy Duncan et Ellen Klages (en)
- The Chaplain’s Legacy par Brad R. Torgersen (en)
- The Butcher of Khardov par Dan Wells

#### 2015
Le prix n'a pas été attribué.
- Flow par Arlan Andrews (en)
- Big Boys Don't Cry par Tom Kratman (en)
- One Bright Star to Guide Them par John C. Wright
- The Plural of Helen of Troy par John C. Wright
- Pale Realms of Shade par John C. Wright

#### 2016
Binti (Binti) par Nnedi Okorafor
- Le Démon de Penric (Penric's Demon) par Lois McMaster Bujold
- Mémoire de métal (Slow Bullets) par Alastair Reynolds
- Parfait État (Perfect State) par Brandon Sanderson
- The Builders par Daniel Polansky

#### 2017
Les Portes perdues (Every Heart a Doorway) par Seanan McGuire
- La Quête onirique de Vellitt Boe (en) (The Dream-Quest of Vellitt Boe) par Kij Johnson
- Penric and the Shaman par Lois McMaster Bujold
- La Ballade de Black Tom (The Ballad of Black Tom) par Victor LaValle
- A Taste of Honey (en) par Kai Ashante Wilson (en)
- Celui qui dénombrait les hommes (This Census-Taker) par China Miéville

#### 2018
Défaillances systèmes (All Systems Red) par Martha Wells
- Et il n'en resta plus que (n-1) (en) (And Then There Were (N-One)) par Sarah Pinsker
- De brindilles et d'os (Down Among the Sticks and Bones) par Seanan McGuire
- Binti : Retour (Binti: Home) par Nnedi Okorafor
- The Black Tides of Heaven (en) par JY Yang (en)
- River of Teeth (en) par Sarah Gailey (en)

#### 2019
Schémas artificiels (Artificial Condition) par Martha Wells
- The Tea Master and the Detective par Aliette de Bodard
- Sous un ciel de sucre (Beneath the Sugar Sky) par Seanan McGuire
- Les Tambours du dieu noir (The Black God’s Drums) par P. Djèlí Clark
- La Mascarade nocturne (Binti: The Night Masquerade) par Nnedi Okorafor
- Gods, Monsters, and the Lucky Peach par Kelly Robson

### Années 2020
| Sommaire : | - Haut - 2020 - 2021 - 2022 - 2023 - 2024 - 2025 |

#### 2020
Les Oiseaux du temps (This Is How You Lose the Time War) par Amal El-Mohtar et Max Gladstone
- In an Absent Dream par Seanan McGuire
- Apprendre, si par bonheur (en) (To Be Taught, if Fortunate) par Becky Chambers
- Le Mystère du tramway hanté (The Haunting of Tram Car 015) par P. Djèlí Clark
- L'angoisse est le vertige de la liberté (Anxiety Is the Dizziness of Freedom) par Ted Chiang
- Les Abysses (The Deep) par Rivers Solomon, avec Daveed Diggs, William Hutson et Jonathan Snipes

#### 2021
L'Impératrice du Sel et de la Fortune (The Empress of Salt and Fortune) par Nghi Vo
- Ring Shout : Cantique rituel (Ring Shout) par P. Djèlí Clark
- Come Tumbling Down par Seanan McGuire
- Upright Women Wanted par Sarah Gailey (en)
- Finna par Nino Cipri (en)
- L'Architecte de la vengeance (Riot Baby) par Tochi Onyebuchi (en)

#### 2022
Un psaume pour les recyclés sauvages (A Psalm for the Wild-Built) par Becky Chambers
- Le Dernier des aînés (Elder Race) par Adrian Tchaikovsky
- The Past Is Red par Catherynne M. Valente
- Éclats dormants (A Spindle Splintered) par Alix E. Harrow
- Across the Green Grass Fields par Seanan McGuire
- Fireheart Tiger par Aliette de Bodard

#### 2023
Where the Drowned Girls Go par Seanan McGuire
- Ogres par Adrian Tchaikovsky
- Even Though I Knew the End par C. L. Polk (en)
- What Moves the Dead par T. Kingfisher
- Entre les méandres (Into the Riverlands) par Nghi Vo
- Éclats miroitants (A Mirror Mended) par Alix E. Harrow

#### 2024
Thornhedge par T. Kingfisher
- Des mammouths à la porte (Mammoths at the Gates) par Nghi Vo
- Seeds of Mercury par Wang Jinkang (traduction de 水星播种  par Alex Woodend)
- The Mimicking of Known Successes par Malka Older (en)
- Rose House (Rose/House) par Arkady Martine
- Life Does Not Allow Us to Meet par He Xi (traduction de 人生不相见, 何夕 par Alex Woodend)

#### 2025
Défense d'extinction (The Tusks of Extinction) par Ray Nayler
- Navigational Entanglements par Aliette de Bodard
- What Feasts at Night par T. Kingfisher
- Comme l'exigeait la forêt (The Butcher of the Forest) par Premee Mohamed (en)
- The Practice, the Horizon, and the Chain par Sofia Samatar
- The Brides of High Hill par Nghi Vo

## Statistiques
De 1968 à 2025, 59 prix Hugo du meilleur roman court ont été remis lors des 58 cérémonies organisées. Il y a eu des ex æquo deux années (1968 et 1977) et le prix n'a pas été attribué une année (2015). 8 Retro Hugo du meilleur roman court ont également été décernés lors des 8 cérémonies qui ont eu lieu. Au total, il y a eu 69 récipiendaires car deux romans courts récompensés ont été coécrits par deux auteurs.

### Par auteurs
Les plus récompensés
- 4 prix : Connie Willis
- 3 prix : Robert A. Heinlein, Charles Stross
- 2 prix : Poul Anderson, Nancy Kress, Fritz Leiber, George R. R. Martin, Seanan McGuire, Spider Robinson, Robert Silverberg, Allen Steele, James Tiptree, Jr., John Varley, Vernor Vinge, Martha Wells, Roger Zelazny

Les plus nommés
- 9 nominations : Seanan McGuire/Mira Grant
- 8 nominations : Robert Silverberg, Connie Willis
- 7 nominations : Nancy Kress
- 6 nominations : Robert A. Heinlein, George R. R. Martin, Kim Stanley Robinson, Lucius Shepard
- 4 nominations : Poul Anderson, Michael Bishop, Lois McMaster Bujold, Ted Chiang, Harlan Ellison, Ursula K. Le Guin, Mike Resnick, Charles Stross, John Varley, Gene Wolfe

### Par pays
- 58 prix : États-Unis
- 5 prix : Royaume-Uni
- 4 prix : Canada
- 1 prix : Australie, France